# الحرب على السرطان
" الحرب على السرطان " هي الجهود المبذولة لإيجادِ علاج للسرطان من خلالِ زيادة الأبحاث لتحسينِ فهمِ بيولوجيا السرطان وتطوير علاجات أكثر فعالية للسرطان ، مثل العلاجات الدوائية المستهدفة . ويهدف هذا الجهد إلى القضاء على السرطان كسبب رئيسي للوفاة .
يُنظر عمومًا إلى توقيع الرئيس الأمريكي ريتشارد نيكسون على قانون السرطان الوطني لعام 1971 باعتباره بداية لهذا الجهد، على الرغم من أنه لم يتم وصفه بأنه "حرب" في التشريع نفسه. 
وعلى الرغمِ من التقدم الكبير في علاجِ أشكال معينة من السرطان (مثل سرطان الدم لدى الأطفال  )، إلا انه يظل من أهم اسباب الوفاة بعد نصف قرن من بدء الحرب عليه، مما أدى إلى نقص ملحوظ في نتائج التقدم    وإلى تشريع جديد يهدف إلى تعزيز قانون السرطان الوطني الأصلي لعام 1971. 
إن اتجاهات الأبحاث الجديدة، والتي تعتمد جزئيًا على نتائج مشروع الجينوم البشري ، تحمل وعدًا بفهم أفضل للعوامل الوراثية الكامنة وراء السرطان، وتطوير تشخيصات وعلاجات وتدابير وقائية جديدة، وقدرة على الكشف المبكر.